# Magnus von Brünneck

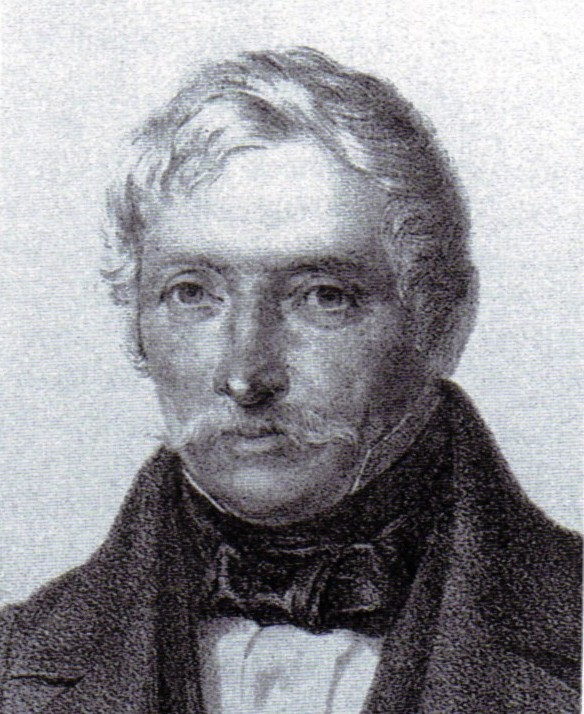
Magnus von Brünneck

Carl Otto Magnus von Brünneck (ur. 28 stycznia 1786 w Brandenburgu; zm. 24 grudnia 1866 w Berlinie) – pruski właściciel ziemski, wojskowy i polityk, członek pruskiego parlamentu.